# Senantes (Oise)
Senantes település Franciaországban, Oise megyében. Lakosainak száma 583 fő (2022. január 1.). Senantes Blacourt, Cuigy-en-Bray, Hannaches, Hanvoile, Saint-Germer-de-Fly, Villembray, Villers-sur-Auchy és Wambez községekkel határos.

## Népesség
A település népessége az elmúlt években az alábbi módon változott:
| Lakosok száma | 678  | 642  | 645  | 621  | 606  | 597  | 589  | 583  | 583  |
|               | 2013 | 2015 | 2016 | 2017 | 2018 | 2019 | 2020 | 2021 | 2022 |